# Glenmalure

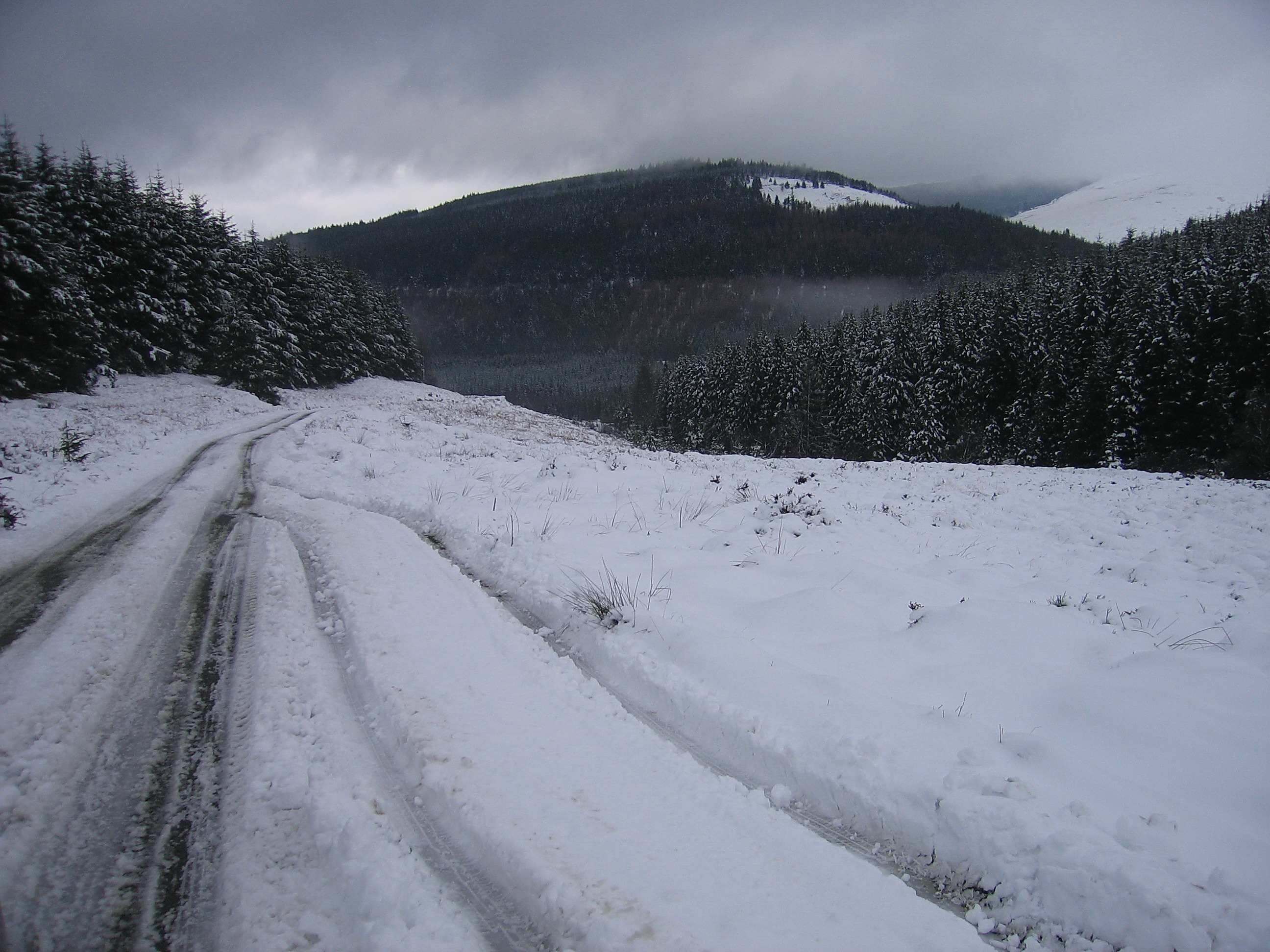
La Military Road

Glenmalure (Irlandese: Gleann Molúra) è una valle dei monti Wicklow dell'irlanda orientale. È una valle glaciale, attraversata da una sola strada che la collega alla Military Road all'imboccatura della valle.
Storicamente, vi si trovava il feduo della casata Gabhail Raghnal del clan O'Byrne a Balinacor. Qui si svolse la battaglia di Glenmalure nel 1580, quando un'armata inglese tentò invano di occupare Balinacor - all'epoca occupata dai ribelli irlandesi, guidati da Fiach MacHugh O'Byrne.
Glenmalure è un luogo tuttora remoto. Vi si trova un ostello per giovani ed è un ritrovo piuttosto popolare per il campeggio. Poco distante da Glenmalure, si trova una piattaforma d'artiglieria dell'esercito irlandese.